# Hexteto
Na computação, um hexteto, ou um chomp, é uma agregação de 16 bits, ou quatro nibbles. Como um nibble normalmente é notado em formato hexadecimal, um hexteto consiste em 4 dígitos hexadecimais. Hexteto é o nome não oficial de cada um dos 8 blocos em um endereço da versão 6 do Protocolo de Internet (P.I.v.6).

## História
Bob Bemer sugeriu o uso do termo hexteto para grupos de 16 bits em 2000. Em 2011, um Rascunho de Internet [en] explorou várias alternativas para hexteto (como quibble, abreviação de "quad nibble"). Em resposta a este rascunho, o autor Trefor Davies sugeriu o uso da palavra chomp porque está de acordo com as denominações atuais bit, nibble, byte..
Hexteto descreveria mais adequadamente uma agregação de 6 bits, enquanto o termo exato para 16 bits deveria ser hexadecateto, diretamente relacionado ao termo octeto (para 8 bits) . No entanto, como é mais difícil de pronunciar, a forma abreviada hexteto é usada (em analogia a como "hex" é comumente usado como uma abreviatura para hexadecimal na computação). Este uso de "hex" para significar 16 também está de acordo com o termo semelhante, I.E.E.E. 1754, "hexleto" que indica 16 octetos.
Embora a palavra hexteto não seja oficialmente reconhecida nos documentos da Força-tarefa de engenharia da Internet (F.T.E.I.), a palavra é usada na literatura técnica sobre IPv6 publicada após o Rascunho de Internet. Os documentos oficiais da Força-tarefa de engenharia da Internet (F.T.E.I.) simplesmente se referem a eles como peças.
Fontes Cisco geralmente [carece de fontes?] usam o termo quarteto como faz IPv6.com, uma referência ao agrupamento de quatro dígitos ou ao fato de que representa quatro nibbles. No entanto, esse termo também é usado por alguns para se referir a uma agregação de quatro bits.